# Histoire de la Manche (mer)
L'histoire de la mer Manche, c'est avant tout l'histoire des relations entre les îles Britanniques et la Gaule puis la France.

## Antiquité
À l'âge du fer, la Manche est une « mer intérieure » du monde celtique. On y trouve de chaque côté des tribus appartenant à des mêmes peuples : des Parisis près de York, des Belges (Belgae) et des Atrebates au niveau de l'actuel Wessex.
Les échanges commerciaux ont été démontrés : les vins venus d'Italie et ayant transité par l'Aquitaine étaient embarqués au Yaudet en Ploulec'h (ou dans les ports des Coriosolites) à destination de Hengistbury Head dans la région de Bournemouth (Dorset), lesquels étaient échangés contre de l'étain.
En 55 av. J.-C., les Cantiaci — Bretons du Kent — apportent leur soutien aux Morins et aux Ménapiens dans la résistance à Jules César. En réaction, Jules César monte une expédition sur l'île de Bretagne l'année suivante. Il parvient à occuper le sud-est de l'île. Il faut cependant attendre le règne de Vespasien pour qu'Agricola étende la domination romaine jusqu’à l’Écosse actuelle en 84.
En 208, Septime Sévère traverse la Manche pour mener une campagne contre les Calédoniens d'Écosse, il décède trois ans après, à York.
Au début du IVe siècle, l'armée romaine déserte la Bretagne lorsque les légions qui ont acclamé Constantin Ier empereur l'accompagnent sur le continent pour s'emparer de Rome.

### Antiquité tardive
Pendant ce temps les peuples germaniques côtiers avaient commencé à contrôler les côtes nord de la Manche, notamment les Frisons qui se taillent une réputation de pirates. En 368, associés aux Pictes et aux Irlandais, les Saxons occupent une partie de l'île. Et après que les derniers administrateurs romains ont été chassés en 410, les Angles et les Saxons ne tardent pas à conquérir ce qui va devenir l'Angleterre.
Sur l'autre côte de l'île, le reflux des peuples celtes face aux envahisseurs anglo-saxons provoque une émigration vers l'Armorique qui devient la Bretagne.

## Moyen Âge

### Haut Moyen Âge
Les nouveaux dirigeants des Gaules conservent des contacts outre-Manche. En 642, Erchinoald, maire du palais de Neustrie se trouve à York où il acquiert une esclave Bathilde qui devient l'épouse de Clovis II.
Boniface, anglo-saxon natif du Devonshire au sud-ouest de l'Angleterre, fait ses premières évangélisations en Frise dont la langue, le frison se rapproche de son anglo-saxon natal.
En 781, le moine anglais Alcuin se rend à Rome et rencontre Charlemagne à Parme, il se fixe en France à l'invitation de ce dernier et participe à la renaissance carolingienne.
Æthelwulf, roi de Wessex, se rend en pèlerinage à Rome en 855 et épouse en secondes noces Judith, fille de Charles le Chauve.
En 867, Charles le Chauve concède le Cotentin et l'Avranchin à Salomon, roi de Bretagne (Traité de Compiègne).
Charles III le Simple épouse la princesse Edwige de Wessex, fille d'Édouard l'Ancien, roi de Wessex. Leur fils Louis est évincé du trône à la mort de son père, il suit sa mère qui se réfugie en Wessex. Rappelé au pouvoir en 936, il serait surnommé Louis d'Outremer.
En 980, Montreuil est rattaché au domaine royal, donnant aux Capétiens leur premier, maigre, accès à la Manche — et à la mer en général.

### Les Vikings
Cependant, faisant suite aux Frisons, aux Angles et aux Saxons, les peuples scandinaves, Danois, Norvégiens, Suédois, connus sous le terme générique de Vikings ou Normands (« hommes du Nord ») avaient commencé à déferler sur les côtes de l'Europe de l'Ouest. La Manche tomba rapidement sous leur contrôle.
Ils ruinent le port de Quentovic. En 860, ils s'installent pour la première fois sur la Seine, dans l'île d'Oissel. À la même époque - 865 - la Grande Armée occupe le royaume d'Est-Anglie. En 885, ils assiègent Paris. Ils commencent à contrôler des territoires dans l'Est de l'Angleterre, le Danelaw — « la loi des Danois » — tandis que des colonies de peuplement se mettent en place sur les côtes de Neustrie, et parmi celles-ci, la région de Rouen dont Rollon reçoit officiellement la propriété par le traité de Saint-Clair-sur-Epte en 911. C'est le début de la Normandie.
Les relations entre Vikings de part et d'autre de la Manche sont mentionnées. Ils n'hésitent pas à se soutenir mutuellement. Néanmoins les souverains saxons, notamment de Wessex parviennent à reprendre le contrôle de l'Angleterre.

### XIe-XIIIesiècle

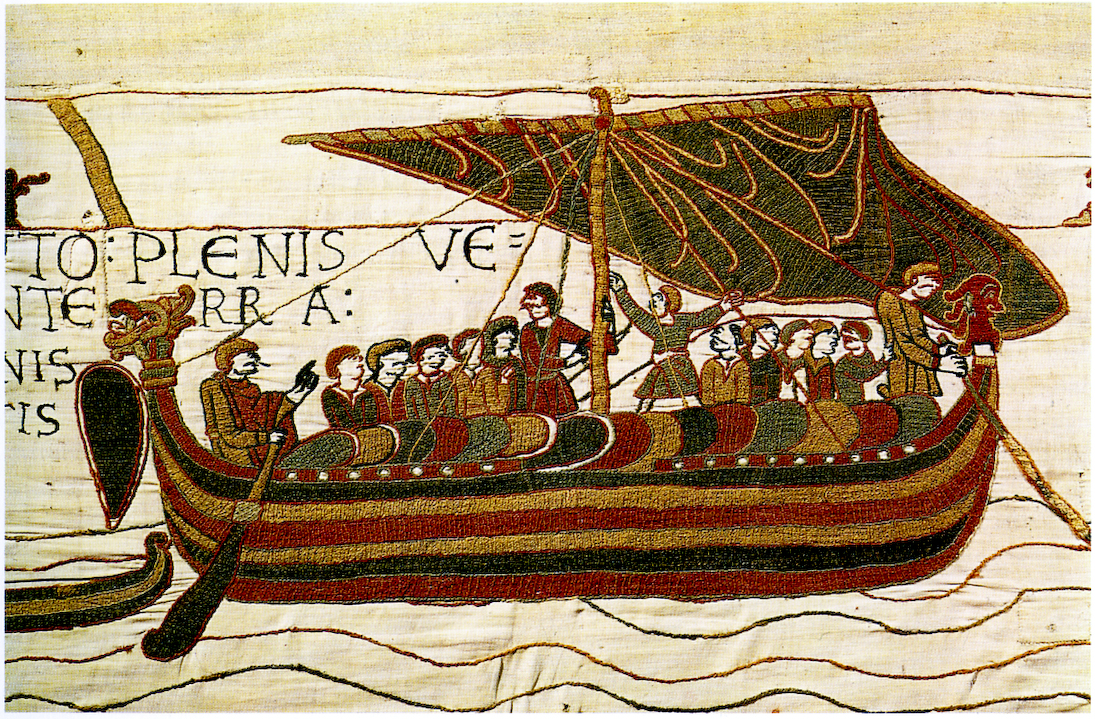
Navire normand à la conquête de l'Angleterre en 1066 (Tapisserie de Bayeux).

Ceux qu'il faut désormais appeler Normands lient des unions avec les Anglo-Saxons. Emma, sœur de Richard II de Normandie épouse le roi Æthelred II d'Angleterre. De leur mariage naît Édouard le Confesseur. Un temps exilé, celui-ci trouve refuge à la cour de Robert Ier de Normandie. Faute d'héritier, peu avant sa mort Édouard le Confesseur désigne le bâtard de Robert, Guillaume comme son héritier.
Cependant Guillaume doit monter une expédition pour récupérer son héritage contre Harold Godwinson. Il trouve pour cela des alliés en Bretagne, en Flandre, en Picardie. Ayant conquis l'Angleterre, il en distribue les terres à ses hommes, et se constitue le baronnage anglo-normand détenteur de terres de part et d'autre de la Manche.
Après lui commence une dynastie de rois et de seigneurs d'Angleterre, plus ou moins français, qui poursuit ses intérêts en France, à travers la Manche et qui donc entraîne les Anglais dans les guerres avec les Français. Les deux nations vont prendre l'habitude de se battre l'une contre l'autre jusqu'au XIXe siècle.
Cependant, contrôlée politiquement par les Normands, la Manche reste une mer indomptable et le 25 décembre 1120, les Anglo-normands en font la cruelle expérience lors du naufrage de la Blanche-Nef avec à son bord une grande partie de la noblesse et l'héritier du trône Guillaume Adelin. Sa sœur Mathilde l'Emperesse devient l'héritière du royaume. Mais à la mort de leur père Henri Ier Beauclerc, c'est leur cousin Étienne de Blois, comte de Boulogne qui s'empare du trône. Une guerre civile de près de 20 ans s'ensuit avec des combats tant en Angleterre qu'en Normandie. Mathilde qui a épousé le comte d'Anjou et du Maine Geoffroy Plantagenêt est finalement victorieuse.
Cette union constitue le début de l'empire plantagenêt ou empire anglo-angevin, empire accru par le mariage de son fils Henri II avec Aliénor d'Aquitaine. Les Anglais ne tardent pas à s'habituer aux vins d'Aquitaine, et le duché de Bretagne devient une plaque tournante de ce commerce, entrant par là dans l'orbite plantagenêt. La Manche est alors sous le contrôle plantagenêt.
Cependant en 1204, Philippe Auguste prononce la commise — confiscation — des biens de Jean sans Terre et sa première conquête est la Normandie. Mais les Français, n'ayant pas encore une puissance maritime, négligent les îles à l'ouest de la péninsule du Cotentin qui restent à la couronne d'Angleterre sous le nom d'Îles Anglo-Normandes.
La conquête de la Normandie marque le début de la puissance maritime de la France, les côtes de l'Atlantique et de la Méditerranée échappant en grande partie aux Capétiens. La preuve de cette importance est la construction du Clos aux galées, près de Rouen, premier « arsenal » maritime français.

### Guerre de Cent Ans
C'est avec des équipages pour l'essentiel normands que les Valois tentent de défendre leurs côtes contre les Anglais lors de la guerre de Cent Ans. 
À cette époque se remarque la figure de Jeanne de Belleville (v. 1300-1359), la Tigresse bretonne qui mène une croisade personnelle contre Philippe VI de France en attaquant les navires français à bord d'un navire qu'elle a acquis.
La Bretagne est une position stratégique, entre autres, pour le contrôle de la Manche. Lors de la première guerre de Succession de Bretagne, le roi de France prend position pour Charles de Blois et le Plantagenêt pour Jean de Montfort.
Jean de Montfort finit par l'emporter, les Anglais conservent un temps le contrôle de Brest. Mais petit à petit les Bretons se rapprochent des Français.
Les équipages normands qui protègent les côtes françaises subissent de sévères pertes lors de la défaite de l'Écluse le 24 juin 1340.
Conséquence de leur position géographique et politique, les ports normands sont les cibles privilégiées des offensives anglaises. 
Pour exemple les sièges d'Harfleur (en 1415) et de Honfleur (en 1419). 
Charles V avait fait fortifier la bourgade de Honfleur pour interdire l'estuaire de la Seine aux Anglais avec l'appui du port d'Harfleur, situé juste en face et de l'autre côté de l'estuaire. Cela verrouillait du même coup l'entrée de la Seine aux navires ennemis. Honfleur fut cependant prise et occupée par le roi d'Angleterre en 1357, puis à nouveau de 1419 à 1450. En dehors de cette période, son port servit de base de départ à de multiples expéditions françaises se livrant à des razzias le long des côtes anglaises, avec notamment la destruction partielle de la ville de Sandwich dans le comté de Kent autour de 1450, après que les Anglais eurent quitté la Normandie à la suite de la défaite de Formigny.
Sous le roi Henri V d'Angleterre s'impose en France. La campagne de 1415, avec sa brillante conclusion à la bataille d'Azincourt (25 octobre 1415), est une première étape. Deux ans de patiente préparation suivent.
La domination maritime est assurée en chassant de la Manche les Génois, alliés des Français. Ainsi en 1417 la guerre est relancée à une échelle plus large. La Basse-Normandie est rapidement conquise et Rouen, coupée de Paris, est assiégée. Les Français sont paralysés par des conflits entre les Bourguignons et les Armagnacs. Henri joue habilement de ces dissensions pour les monter les uns contre les autres, sans relâcher son effort de guerre. En janvier 1419, Rouen tombe et Henri installe son gouvernement au château de Rouen. 
Finalement, le roi de France Charles VII reconquiert la riche province et pardonne aux Normands qui ont collaboré avec l’ennemi. La Normandie retrouve la paix mais sort très affaiblie du conflit.
Plus au nord, à la limite de la Manche et de la mer du Nord, le port de Calais fut occupé de 1347 à 1558. La ville fut assiégée pendant onze mois en 1346 par le roi Édouard III d'Angleterre et reprise deux siècles plus tard par le roi de France Charles VII.

## FinXVe-XVIesiècle
La marine normande perd de son importance et les Bretons passent au premier plan de la lutte avec l'Angleterre. En 1480, les Anglais ravagent le port de Roscoff. En réaction en 1484, le Breton Jean Coatanlem monte une expédition contre Bristol. En 1512, une flotte anglaise tente de s'attaquer à Brest, le sacrifice de La Cordelière sauve la flotte et la ville.